# Шлангер, Мелани
Мелани Рене (Мел) Шлангер (англ. Melanie Renee Schlanger, в замужестве — Райт (англ. Wright); род. 31 августа 1986 года, Намбор, Квинсленд, Австралия) — австралийская пловчиха, двукратная олимпийская чемпионка в эстафетах, двукратная чемпионка мира в эстафетах. Специализировалась в плавании вольным стилем на дистанциях 100 и 200 метров. Награждена медалью ордена Австралии (OAM).
Дебютировав в составе сборной страны на чемпионате мира по водным видам спорта в 2007 году, она выиграла золотую медаль в эстафете.
Участвовала в двух Олимпийских играх и завоевала пять Олимпийских медалей.
Завершила карьеру после чемпионата мира 2015 года.
В 2014 году вышла замуж за австралийского пловца, участника Олимпийских игр 2012 года Криса Райта. В феврале 2017 года Мелани родила дочь Мэдисон.

## Результаты на летних Олимпийских играх
Зелёным выделены участия в финальных заплывах
| Дистанция                        | 2008 | 2012 |
| -------------------------------- | ---- | ---- |
| 100 метров вольным стилем        | —    | 4    |
| Эстафета 4×100 м вольным стилем  | 3    | 1    |
| Эстафета 4×200 м вольным стилем  | 1    | 2    |
| Комбинированная эстафета 4×100 м | —    | 2    |